# Revista de Medicina

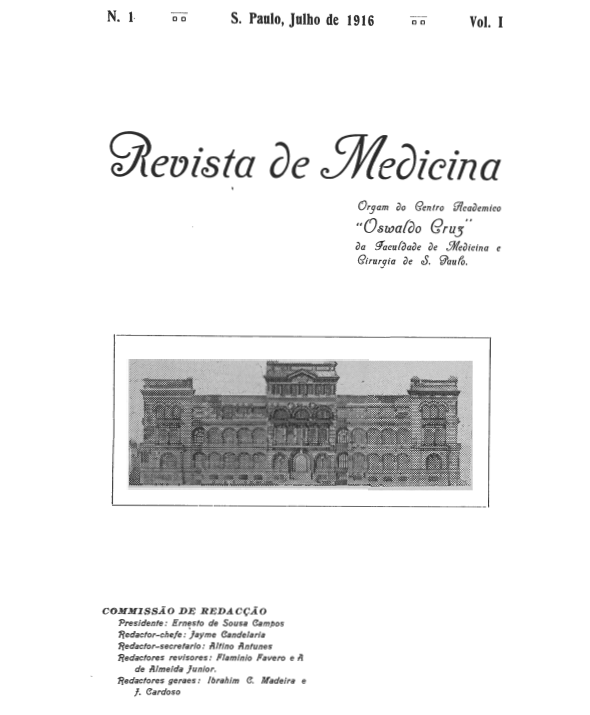
Capa da primeira edição da Revista de Medicina

A Revista de Medicina foi criada em junho de 1916 pelo Centro Acadêmico Oswaldo Cruz (CAOC), da Faculdade de Medicina da Universidade de São Paulo. É hoje a publicação acadêmica em circulação mais antiga do mundo, administrada pelo Departamento Científico desde 1941, instituição que nasceu como extensão do CAOC.
Atualmente é um periódico trimestral, indexado na base de dados LILACS e está presente no Portal de Revistas da USP. Em 2014, foi, dentre as revistas do Portal USP, a mais acessada, com mais de 130 mil downloads no primeiro quadrimestre do ano.
Dentre aqueles que se manifestaram a respeito da criação da Revista de Medicina, estão Arnaldo Vieira de Carvalho, fundador da Faculdade de Medicina da USP, e Altino Arantes, presidente do Estado na época da criação:
- Arnaldo Vieira de Carvalho: "[...] peço por isso V.S. receber sinceras felicitações pelo sucesso alcançado pela Revista de Medicina e, com elas, meus votos ardentes para que continuem os alunos desta faculdade a cultivar, com o mesmo ardor demonstrado, a ciência, enobrecendo assim a profissão médica, dignificando a Escola [...]  [3]
- Altino Arantes: "Vê-se em suas páginas uma eloqüente prova de aplicação e de operosidade dos sócios do Centro e, em geral, dos alunos da Faculdade de Medicina e Cirurgia, ao mesmo tempo que se verifica como é grande neles o amor ao estudo e ao bom nome do instituto que frenqüentam.[3]"

Em comemoração aos 100 anos da Faculdade de Medicina, foi lançada a coleção digital completa, em que estão digitalizadas todas as edições da revista desde a primeira em 1916. Esse lançamento foi fruto do trabalho coordenado da SIBiUSP, da Faculdade de Medicina, e do historiador André Mota, coordenador do Museu Histórico Prof. Carlos Silva Lacaz.
A Revista de Medicina recebe artigos de revisão, relatos de caso e artigos originais através de submissão online, no sistema USP, ou de email próprio.